# Rue barbare (bande originale)
Pour l’article homonyme, voir Rue barbare.
 (avril 2021).
Si vous disposez d'ouvrages ou d'articles de référence ou si vous connaissez des sites web de qualité traitant du thème abordé ici, merci de compléter l'article en donnant les références utiles à sa vérifiabilité et en les liant à la section « Notes et références ».
Rue barbare est la bande originale du film homonyme de Gilles Béhat composée par Bernard Lavilliers et sortie en 1984.
L'album se compose principalement de morceaux instrumentaux à l'exception des titres Midnight Shadows (repris plus tard sur l'album Voleur de feu) et Y'a peut-être un ailleurs, tous deux interprétés par Bernard Lavilliers.

## Liste des titres
1. Générique
2. Rue barbare
3. Tangente
4. Midnight shadows
5. Après la limite
6. Y'a peut-être un ailleurs